# 杜博維齊亞 (杜布諾區)
50°12′6″N 25°33′7″E / 50.20167°N 25.55194°E
杜博維齊亞（烏克蘭語：Дубовиця），是烏克蘭的村落，位於該國西北部羅夫諾州，由杜布諾區負責管轄，始建於1986年，面積0.004平方公里，2024年人口14，人口密度每平方公里12,500人。